# 10世纪国家领导人列表

## 亚洲
- 朝鲜半岛 (后三国) –
  - 新罗 –
    1. 孝恭王，新罗王（897年－912年）
    2. 神德王，新罗王（912年－917年）
    3. 景明王，新罗王（917年－924年）
    4. 景哀王，新罗王（924年－927年）
    5. 敬順王，新罗王（927年－935年）

  - 后百济 – 
    1. 甄萱，百济王（900年－935年）
    2. 甄神剑，百济王（935年－936年）

  - 后高句丽 – 
    1. 弓裔，高丽王（901年－904年）、摩震王（904年－911年）、泰封王（911年－918年）

  - 高丽 – 
    1. 高丽太祖，高丽王（918年－943年）
    2. 高丽惠宗，高丽王（943年－945年）
    3. 高丽定宗，高丽王（946年－949年）
    4. 高丽光宗，高丽王（949年－975年）
    5. 高丽景宗，高丽王（975年－981年）
    6. 高丽成宗，高丽王（981年－997年）
    7. 高丽穆宗，高丽王（997年－1009年）
- 日本 (平安時代) – 
  -     1. 醍醐天皇，日本天皇（897年－930年）
    2. 朱雀天皇，日本天皇（930年－946年）
    3. 村上天皇，日本天皇（946年－967年）
    4. 冷泉天皇，日本天皇（967年－969年）
    5. 圆融天皇，日本天皇（969年－984年）
    6. 花山天皇，日本天皇（984年－986年）
    7. 一条天皇，日本天皇（986年－1011年）
- 阿拔斯王朝 (巴格达) – 穆阿台迪德 (892–902)
- 高棉帝国 – 耶输跋摩一世 (899–910)

### 中国
- 唐朝 –
  1. 唐昭宗，唐朝皇帝（888年－710年）
  2. 唐哀帝，唐朝皇帝（904年－907年）
- 五代十国 - 
  - 后梁 -
    1. 梁太祖，梁王（901年－907年）、后梁皇帝（907年－912年）
    2. 朱友珪，后梁皇帝（912年－913年）
    3. 梁末帝，后梁皇帝（913年－923年）

  - 后唐 -
    1. 李克用，晋王（895年－908年）
    2. 唐庄宗，晋王（908年－923年）、后唐皇帝（923年－926年）
    3. 唐明宗，后唐皇帝（926年－933年）
    4. 唐閔帝，后唐皇帝（933年－934年）
    5. 唐末帝，后唐皇帝（934年－936年）

  - 后晋 -
    1. 晋高祖，后晋皇帝（936年－942年）
    2. 晋出帝，后晋皇帝（942年－947年）

  - 后汉 - 
    1. 汉高祖，后汉皇帝（947年－948年）
    2. 汉隐帝，后汉皇帝（948年－950年）

  - 后周 - 
    1. 周太祖，后周皇帝（951年－954年）
    2. 周世宗，后周皇帝（954年－959年）
    3. 周恭帝，后周皇帝（959年－960年）

  - 岐 - 
    1. 李茂貞，岐王（901年－924年）

  - 燕 - 
    1. 劉守光，大燕皇帝（911年－913年）

  - 前蜀 -
    1. 王建，蜀王（903年－907年）、前蜀皇帝（907年－918年）
    2. 王衍，前蜀皇帝（918年－925年）

  - 后蜀 - 
    1. 孟知祥，蜀王（933年－934年）、后蜀皇帝（934年）
    2. 孟昶，后蜀皇帝（934年－965年）

  - 杨吴 - 
    1. 楊行密，吴王（902年－905年）
    2. 楊渥，弘农王（自称吴王）（905年－908年）
    3. 楊隆演，弘农王（908年－910年）、吴王（910年－919年）、吴国王（919年－920年）
    4. 楊溥，吴国王（920年－927年）、吴帝（927年－937年）

  - 南唐 - 
    1. 李昪，齐帝（937年－939年）、南唐皇帝（939年－943年）
    2. 李璟，南唐皇帝（943年－958年）、唐国主（958年－961年）
    3. 李煜，唐国主（961年－971年）、江南国主（971年－975年）

  - 閩 - 
    1. 王審知，威武军节度使（898年－904年）、琅琊王（904年－909年）、闽王（909年－925年）
    2. 王延翰，威武军节度使（925年－926年）、闽国王（926年－927年）
    3. 王延鈞，琅琊王（927年－928年）、闽王（928年－933年）、大闽皇帝（933年－935年）
    4. 王繼鵬，大闽皇帝（935年－939年）
    5. 王延羲，闽国王（939年－941年）、大闽皇（941年）、大闽皇帝（941年－944年）
    6. 王延政，大殷皇帝（943年－945年）

  - 吴越 - 
    1. 钱镠，镇海军节度使（893年－904年）、吴王（904年－907年）、吴越王（907年－923年）、吴越国王（923年－932年）
    2. 錢元瓘，镇海军节度使（932年－933年）、吴王（933年－934年）、吴越王（934年－937年）、吴越国王（937年－941年）
    3. 錢弘佐，吴越国王（941年－947年）
    4. 錢弘倧，吴越王（947年－948年）
    5. 钱俶，吴越王（948年－949年）、吴越国王（949年－978年）

  - 马楚 - 
    1. 马殷，楚王（907年－927年）、楚国王（927年－930年）
    2. 馬希聲，武安军节度使（930年－932年）
    3. 馬希範，武安军节度使（932年－934年）、楚王（934年－947年）
    4. 馬希廣，楚王（947年－950年）
    5. 馬希萼，衡山王（950年－951年）
    6. 馬希崇，武安留后（951年）

  - 荆南 - 
    1. 高季興，渤海王（913年－924年）、南平王（924年－929年）
    2. 高從誨，荆南节度使（929年－932年）、渤海王（932年－934年）、南平王（934年－948年）
    3. 高保融，荆南节度使（948年－951年）、渤海王（951年－954年）、南平王（954年－960年）
    4. 高保勗，荆南节度使（960年－962年）
    5. 高繼沖，荆南节度使（962年－963年）

  - 南汉 - 
    1. 刘隐，大彭郡王（907年－909年）、南平王（909年－910年）、南海王（910年－911年）
    2. 劉龑，南海王（911年－917年）、大越皇帝（917年－918年）、南汉皇帝（918年－942年）
    3. 劉玢，南汉皇帝（942年－943年）
    4. 劉晟，南汉皇帝（943年－958年）
    5. 劉鋹，南汉皇帝（958年－971年）

  - 北汉 - 
    1. 劉旻，北汉皇帝（951年－954年）
    2. 刘钧，北汉皇帝（954年－968年）
    3. 劉繼恩，北汉皇帝（968年）
    4. 劉繼元，北汉皇帝（968年－979年）
- 北宋 –
  1. 宋太祖，宋朝皇帝（960年－976年）
  2. 宋太宗，宋朝皇帝（976年－997年）
  3. 宋真宗，宋朝皇帝（997年－1022年）
- 辽朝 - 
  1. 辽太祖，契丹皇帝（916年－926年）
  2. 辽太宗，契丹皇帝（926年－938年）、大辽皇帝（938年－947年）
  3. 辽世宗，大辽皇帝（947年－951年）
  4. 辽穆宗，大辽皇帝（951年－969年）
  5. 辽景宗，大辽皇帝（969年－982年）
  6. 辽圣宗，大辽皇帝（982年－983年）、契丹皇帝（983年－1031年）
- 渤海国 - 
  1. 大瑋瑎，渤海国王（894年－907年）
  2. 大諲譔，渤海国王（907年－926年）
- 南诏 - 
  1. 舜化贞，大封民皇帝（897年－902年）
  2. 郑买嗣，大长和皇帝（902年－910年）
  3. 郑仁旻，大长和皇帝（910年－926年）
  4. 鄭隆亶，大长和皇帝（926年－928年）
  5. 赵善政，大天兴皇帝（928年－929年）
  6. 楊干貞，大义宁皇帝（929年－930年）
  7. 楊詔，大义宁皇帝（930年－937年）
  8. 段思平，大理皇帝（937年－944年）
  9. 段思英，大理皇帝（944年－945年）
  10. 段思良，大理皇帝（945年－952年）
  11. 段思聰，大理皇帝（952年－968年）
  12. 段素顺，大理皇帝（968年－985年）
  13. 段素英，大理皇帝（985年－1009年）

## 欧洲
- 保加利亚第一帝国 – 西美昂一世 (893–927)
- 拜占庭帝国 – 利奥六世 (886–912)
- 上勃艮第王国 – 鲁道夫一世 (888–912)
- 高加索 - 
  - 亚美尼亚巴格拉底王朝 – Smbat一世 (890–912)
  - 伊比利亚王国 – 阿特尔奈谢赫四世 (888–923)
  - 卡赫季公国 – Kvirike一世 (893–918)
  - 陶-克拉尔杰特 –
    1. 巴格拉特一世 (889–900)
    2. 大卫一世 (900–943)
- 克罗地亚公国 – 穆蒂米尔 (892–910)
- 加斯科涅公国 –加西亚二世 (893–c. 930)
- 匈牙利部落联盟 – 阿尔帕德大公, 匈牙利大公 (c. 895–c. 907)
- 基辅罗斯 – 奥列格 (882–912)
  - 大诺夫哥罗德 – 奥列格 (879–912)
- 大摩拉维亚公国 – 莫伊米尔二世 (894–906)
  - 尼特拉公国 – 斯瓦托普卢克二世 (894–906)
- 挪威王国 – 金发哈拉尔 (872–930)
- 普罗旺斯王国 – 瞎子路易 (887–928)
- 塞尔维亚公国 – 彼打爾·哥耶尼可維奇, 塞尔维亚君主列表 (892–917)
- 伏尔加保加利亚 – 阿尔米斯 (895–925)
- 英格兰 (七国时代) –
  - 丹麥區 –
    - 東盎格利亞王國 – Eohric (890–902)
    - 诺森布里亚王国 – 埃塞尔沃德 (900–902)

  - 韦塞克斯王国 – 長者愛德華, 盎格鲁-撒克逊人的国王 (899–924)
    - 麥西亞王國 – 埃塞尔雷德 (麦西亚人的领主) (c. 883–911)
- 苏格兰 (亚尔宾王朝) -
  1. 唐納德二世 (889–900)
  2. 康斯坦丁二世 (900–943)
- 爱尔兰 – Flann Sinna, 爱尔兰国王 (879–916)
  - Ailech王国 – Niall Glúndub (896–919)
  - 康诺特王国
    1. Tadg mac Conchobair (888–900)
    2. Cathal mac Conchobair (900–925)

  - Uí Maine –
  - 倫斯特王国 – Cerball mac Muirecáin (885–909)
  - 米斯王国 – Flann Sinna (877–916)
  - 芒斯特王国 – Finguine Cenn nGécan mac Loégairi (895–902)
- 威尔士 –
  - 德韦达王国 – Llywarch ap Hyfaidd (893–904)
  - 格温内斯王国 – Anarawd ap Rhodri (878–916)
  - 波伊斯王国 –
    1. Merfyn ap Rhodri (878–900)
    2. Llywelyn ap Merfyn (900–942)

  - Seisyllwg王国 – Cadell ap Rhodri (878–909)
- 东法兰克王国 – 童子路易 (899–911)
  - 巴伐利亚 – 柳特波德 (895–907)
  - 波西米亚公国 – 斯皮季赫涅夫一世 (894–915)
  - 洛泰尔尼亚王国 –
    1. Zwentibold (895–900)
    2. 童子路易 (900–911)

    - 弗里西亚伯国 – 迪尔克一世 (c. 896–923)
    - 埃诺伯国 – Sigard (898–908)

  - 潘诺尼亚 – [奥地利的阿里布 (871–909)
  - 萨克森公国 – 奧托一世，薩克森公爵 (880–912)
  - 图林根公国 – 康拉德，图林根公爵 (892–906)
- 西法兰克王国 – 查理三世 (898–922)
  - 昂古莱姆伯国 – 奥德温一世 (886–916)
  - 安茹伯国 – 富尔克一世 (898–942)
  - 阿基坦公国 – 威廉一世 (893–918)
  - 布列塔尼公国 – 阿兰一世 (876–907)
  - 勃艮第公國 – 欧坦的理查 (898–921)
  - 佛兰德伯国 – 博杜安二世 (879–918)
  - 曼恩伯国 –
    1. 紐斯特利亞的Ragenold  (895–900)
    2. 于格一世 (900–950)

  - 巴黎伯国 – 罗贝尔一世 (888–923)
  - 图卢兹伯国 – 厄德 (886–918)
  - 图赖讷伯国 – 罗贝尔一世 (888–922)
  - 维尔曼多伯国 – 哈伯特一世 (896–907)
- 伊比利亚 –
  - 阿拉贡伯国 – Galindo Aznárez二世 (893–922)
  - 阿斯图里亚斯王国 – 阿方索三世 (866–910)
  - 巴塞隆納伯國 – Wilfred II Borrel (897–911)
  - 潘普洛納王国 – 弗頓·加爾塞斯 (882–905)
  - Ribagorza伯国 – 雷蒙德一世 (872–920)
  - 帕利亚尔斯伯国 – 雷蒙德一世 (872–920)
  - 科爾多巴酋長國 – 阿卜杜拉·伊本·穆罕默德·倭马亚 (888–912)
- 意大利 - 
  - 意大利王国 – 
    - 贝伦加尔一世 (887–924)
    - 瞎子路易 (900–905)

  - 教皇国 –
    1. 教宗若望九世 (898–900)
    2. 本笃四世 (900–903)

    - 斯波莱托公国 – 阿尔伯里克一世 (897–922)
    - 托斯卡纳侯国 – 阿德尔伯特二世 (886–915)

  - 贝内文托公国 –
    1. Radelchis二世 (897–900)
    2. Atenulf一世 (900–910)

  - 卡普阿伯国 – Atenulf一世 (887–910)
  - 加埃塔公国 – Docibilis一世 (866–906)
  - 伊夫雷亚侯国 – Anscario一世 (888–902)
  - 那不勒斯公国 – 格雷戈里四世 (898–915)
  - 薩萊諾公国 – Guaimar一世 (880–901)
  - 威尼斯共和国 – 彼得罗·特里布诺, 威尼斯总督 (887–912)

## 大洋洲
- 汤加 – ʻAhoʻeitu, 图伊·汤加王朝 (c.900-?)